# Maxime Hamou
Maxime Hamou (Nîmes, 8 giugno 1995) è un ex tennista francese.

## Carriera
Hamou ha fatto il suo debutto nel tabellone principale ATP all'Open de Nice Côte d'Azur 2015. Ha poi partecipato al tabellone principale del Grande Slam agli Open di Francia 2015, dove ha ricevuto una wild card per l'evento in singolo. 
Ha vinto un torneo di doppio ITF nel 2017 in Marocco, con Elliot Benchetrit.